# Sydney Brenner
Sydney Brenner (13. ledna 1927 Germiston, Jihoafrická republika – 5. dubna 2019 Singapur) byl jihoafrický biolog, nositel Nobelovy ceny za fyziologii a lékařství za rok 2002 za objevy týkající se genetické regulace vývoje orgánů a naprogramované buněčné smrti, spolu s ním ocenění získali H. Robert Horvitz a John Sulston.
Svoje průlomové výzkumy prováděl v polovině 70. let 20. století v Laboratoři molekulární biologie Rady pro lékařský výzkum (Medical Research Council) v anglickém Cambridge. Významně přispěl k práci na genetickém kódu a dalších oblastech molekulární biologie, ustanovil hlístice jako modelový organismus pro studium evoluční biologie. Později se stal zakladatelem laboratoří Molecular Sciences Institute v kalifornském Berkeley.

## Mládí a studia
Sydney Brenner se narodil 13. ledna 1927 ve městě Germiston v tehdejší provincii Transvaal (dnešní Gauteng) v Jihoafrické republice. Jeho rodiče byli židovští přistěhovalci. Otec byl obuvník a  do Jižní Afriky přišel v roce 1910 z Litvy, matka v roce 1922 z lotyšské Rigy. Otec neuměl číst ani psát, ale kromě angličtiny, jidiš a ruštiny se naučil mluvit afrikánštinou a jazykem Zulů.
Malý Sydney se už ve čtyřech letech naučil číst , první tři ročníky základního vzdělání absolvoval během jednoho roku a do místní školy byl přijat v šesti letech přímo do čtvrtého ročníku, tedy asi o dva roky mladší než jeho vrstevníci. Brzy se začal zajímat o chemii a biochemii a prováděl doma základní pokusy, které našel v různých knihách. Po čtyřech letech na základní škole nastoupil na Germiston High School, kde v prosinci 1941, těsně před dovršením patnácti let, složil maturitu. Poté začal studovat fyziku, chemii, botaniku a zoologii na University of the Witwatersrand v Johannesburgu. Ve druhém ročníku zahájil studium anatomie a fyziologie na lékařské fakultě, ale protože byl příliš mladý na to, aby mohl po ukončení šestiletého lékařského studia vykonávat lékařskou praxi, univerzita mu umožnila získat v těchto oborech bakalářský titul.
V té době měl možnost pozorovat špičkové vědce, jako byli Alfred Oettle, Joel Mandelstam a Harold Daitz, a jeho zájem o laboratorní výzkum se ještě prohloubil. Ve studiu pokračoval až k dosažení magisterského titulu a přitom si přivydělával jako laborant. Jeho diplomová práce byla z oblasti cytogenetiky a první vědecké publikace z oboru, který Brenner později nazval buněčná fyziologie. Poté se vrátil na lékařskou fakultu a v roce 1951 získal lékařský titul.

## Vědecká kariéra

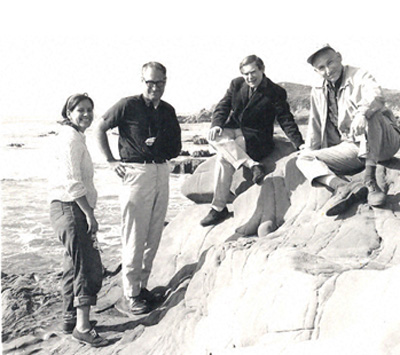
Zleva Esther Lederberg, Gunther Stent, Sydney Brenner a Joshua Lederberg v roce 1965

Následující rok odjel na postgraduální studium do Exeter College v Oxfordu, kde v roce 1954 získal doktorát a téhož roku podnikl studijní cestu do USA. První měsíce strávil v laboratoři v Cold Spring Harboru, kde navštěvoval kurzy o bakteriální genetice a bakteriofázích a zároveň pokračoval v experimentech s biosyntézou tryptofanu. Zde se seznámil s mnoha lidmi, kteří sehráli důležitou roli v rozvoji molekulární biologie, včetně Seymoura Benzera, Salvadora Lurii a Maxe Delbrücka. Během pobytu ve Spojených státech navštívil Brenner několik laboratoří, včetně delší stáže v Kalifornském technologickém institutu a Kerckhoffovy biologické laboratoře a několikatýdenního pobytu ve virologické laboratoři Kalifornské univerzity. V Kalifornii prováděl výzkum růstu bakteriofágů v bakteriálních buňkách, z nichž byly odstraněny buněčné stěny.
Koncem roku 1956 začal pracovat v Anglii v Radě pro lékařský výzkum (Medical Research Council, MRC), věnoval se zkoumání genetické informace a jejího vývoje prostřednictvím experimentů s hlísticemi Caenorhabditis elegans (háďátko obecné), které byly díky své jednoduché stavbě a nervové soustavě považovány za ideální organismus pro studium vývojové biologie a neurobiologie. V letech 1979–1986 vedl Laboratoř molekulární biologie MRC v Cambridge a Oddělení molekulární genetiky (1986–1991). V roce 1996 založil kalifornský Molecular Sciences Institute a v roce 2000 přijal místo zasloužilého profesora výzkumu v Salkově institutu pro biologická studia v La Jolla v Kalifornii.
Kromě toho se zasazoval o rozvoj genomových projektů a C. elegans byl prvním organismem, jehož genom byl kompletně zmapován.

## Osobní život
V prosinci 1952 se Brenner v Londýně oženil. Jeho manželka May se s ním přestěhovala do Oxfordu, pokračovala v postgraduálním studiu psychologie a v Londýně získala doktorát. Vychovali spolu tři děti, Belindu, Carlu a Stefana, a nevlastního syna Jonathana z manželčina prvního manželství. Sydney Brenner zemřel ve věku 92 let v Singapuru, kde pomáhal budovat vědecké ústavy.

## Ocenění
Za svůj novátorský výzkum získal Brenner během své kariéry řadu ocenění, včetně ceny Alberta Laskera za lékařský výzkum (1971), Kjótské ceny (1990) a Copleyho medaile (1991), která je nejstarším vědeckým oceněním na světě. Je nositelem čestných titulů z mnoha vysokých škol a univerzit, včetně Oxfordské, Cambridgeské, Harvardovy, Londýnské, Glasgowské a Chicagské univerzity a jeho mateřské univerzity ve Witwatersrandu.
V roce 2002 mu byla společně s Robertem Horvitzem a Johnem Sulstonem udělena Nobelova cena za fyziologii a lékařství za objevy týkající se genetické regulace vývoje orgánů a naprogramované buněčné smrti.
Byl držitelem řady vyznamenání:
- společník Řádu společníků cti – Commonwealth, 31. prosince 1986
- Řád Mapungubwe ve zlatě – Jihoafrická republika, 29. prosince 2004[10]
- velkokříž Řádu prince Jindřicha – Portugalsko, 21. května 2009[11]
- Řád vycházejícího slunce I. třídy – Japonsko, 2017